# Diplectrona angusta
Diplectrona angusta är en nattsländeart som beskrevs av Banks 1939. Diplectrona angusta ingår i släktet Diplectrona och familjen ryssjenattsländor. Inga underarter finns listade i Catalogue of Life.